# Casa del Consejo
La casa del Consejo es un edificio de carácter histórico situado en el municipio español de Minas de Riotinto, en la provincia de Huelva. Se trata de un edificio levantado en el siglo XIX para acoger la vivienda del director general de la Rio Tinto Company Limited (RTC), empresa británica con implantación en la zona. En 2005 fue declarado Bien de Interés Cultural (BIC) junto a otros elementos pertenecientes a la cuenca minera de Riotinto-Nerva. 
En la actualidad se encuentra en rehabilitación para acoger la sede de un Centro de Investigación Minera de la Universidad de Huelva.

## Historia
En 1873 la Rio Tinto Company Limited (RTC) se estableció en la zona tras haberse hecho con el control de las minas de Riotinto, dando inicio a una explotación a gran escala de los yacimientos. Hacia 1882 la compañía levantó un edificio con el objetivo de dotar de una vivienda en el municipio de Riotinto al director general de la RTC. Se trataba de una edificación lujosa que disponía de numerosas dependencias y un amplio jardín, con un carácter de «mansión del gobernador». La llamada Casa del Consejo fue uno de los primeros edificios que se levantó del barrio de Bellavista, donde comenzó a establecerse la colonia británica de Riotinto con posterioridad a 1883. El edificio también llegó a ser utilizado para acoger la reuniones del consejo de dirección de la RTC cuando estas tenían lugar en Riotinto. Años después el complejo cambió de propietarios y de uso, sobre todo después de que en 1954 las minas de Riotinto pasaran a manos españolas. En 2010 el edificio fue adquirido por la Universidad de Huelva a la empresa Endesa, con el fin de establecer en el mismo la sede de un Centro de Investigación Minera de la Universidad.

## Características
La denominada Casa del Consejo se encuentra situada en una amplia parcela perteneciente al barrio de Bellavista, en el municipio de Minas de Riotinto. La tipología del edificio ha sido equiparada con la que sigue la casa-patio mediterránea, salvando las diferencias arquitectónicas. En este caso se trata de una edificación de planta rectangular con dos alturas y un sótano, contando con dos escaleras en ambos lados. También cuenta con un patio central cubierto por un torreón a cuatro aguas con ventanales. La planta baja estaba destinada a cocina, comedor y estancias, mientras que la planta alta era dedicada a dormitorios. La organización de la casa se articulaba en torno al patio y el piso superior, contando a su vez con dos alas que definen el funcionamiento interno: una zona noble y una zona de servicio. Con el paso de los años se han realizado numerosas reformas estéticas, como la reforma de Alan Bruce de 1928, si bien la estructura original del inmueble se mantiene en líneas generales.